# Дръгоещ
 Тази статия е за селото в Румъния.  За общината вижте Дръгоещ (община).  
Дръгоещ (на румънски: Drăgoeşti) е село в южна Румъния, административен център на община Дръгоещ в окръг Яломица. Населението му е около 925 души (2002).
Разположено е на 66 метра надморска височина в Долнодунавската равнина, на 37 километра североизточно от центъра на Букурещ.